# Almost Easy
Almost Easy és un senzill de la banda de heavy metal nord-americà Avenged Sevenfold. La cançó apareix en el seu àlbum homònim, on és el primer single d'aquest àlbum, llançat a la ràdio de rock establerta. La cançó va tenir el seu premier en un concert a Indonèsia.